# Fundación Apel·les Fenosa
La Fundación Apel·les Fenosa es un museo situado en la calle Major, 25. de Vendrell (Bajo Panadés),Tarragona, más concretamente en un edificio conocido como la Casa del Pardo, cuya función es conservar y difundir la figura del escultor catalán Apel·les Fenosa (1899-1988). Se encuentra incluida en el Registro de Museos de Cataluña.

## Historia
El museo, fue inaugurado el 12 de julio de 2002. Está ubicado en un edificio del siglo XVI de estilo renacentista, el Museo fue la casa taller veraniega de Apel·les Fenosa, quien la adquirió en 1957. Las colecciones incluyen una selección de las esculturas originales en tierra y bronce, así como explicaciones del proceso de fundición de éstas. También dispone de un jardín con esculturas de grandes formatos, algunas de las más destacadas del artista.
A finales de 2014 recibió el legado del escultor, procedente de su residencia en París, a los dos años de la muerte de su viuda, Nicole Fenosa y después de los trámites con las autoridades francesas.
El museo ha sido dirigido por Josep Miquel Garcia desde 2002 hasta su jubilación el año 2022. En este mismo año en diciembre de 2022 ha sido nombrada nueva directora mediante concurso público la  historiadora del arte y museóloga Nekane Aramburu.

## Exposiciones destacadas
- 15/03/2013 al 30/06/2013 - La Colección de Apel·les y Nicole Fenosa
- 23/04/2012 al 30/09/2012 - Exposición Paul Éluard - Apel·les Fenosa
- 21/10/2011 al 30/03/2012 - Exposición Fenosa y Japón - Apel·les Fenosa
- 18/03/2011 al 30/09/2011 - Exposición Coco Chanel - Apel·les Fenosa
- 16/02/2011 - El Monumento a los mártires de Oradour dado en Gernika
- 09/10/2010 al 28/02/2011 - Exposición de Nicolas de Staël en Apel·les Fenosa: Homenaje a Jacques Dubourg
- 23/04/2010 al 30/08/2010 - Exposición Espriu – Fenosa: Formas y palabras
- 10/07/2009 al 30/09/2009 - Exposición Jaume Mercadé: Joyas y dibujos
- 10/07/2009 al 30/09/2009 - Exposición Jaume Mercadé: Joyas y dibujos
- 10/12/2008 al 28/01/2009 - Exposición Dibujos de Apel·les Fenosa
- 19/09/2008 al 02/11/2008 - Exposición Apel·les Fenosa y la antigüedad clásica
- 25/03/2008 al 30/04/2008 - Exposición Nicole Florensa - Apel·les Fenosa: El amor al arte
- 06/07/2007 al 30/09/2007 - Exposición Cocteau - Fenosa: Relevos de una amistad
- 16/03/2007 al 31/05/2007 - Exposición Manuel Humbert
- 15/10/2006 al 07/01/2007 - Exposición Barcelona & Modernity (Fenosa en Cleveland y Nueva York)